# Famille Meyer
 (août 2024).
La famille Meyer est une famille bourgeoise de Schaffhouse en Suisse mentionnée depuis le milieu du XVIe siècle.
La famille est subsistante en Suisse, aux États-Unis et en France.

## Personnalités

### Maîtres d'œuvre et architectes
- Bernhardin M. zum Winkel (1545-1598), maisonneur de la ville (1587)
- Hans Jakob (1574-1629) constructeur de l'arsenal (1617, aujourd'hui siège du gouvernement), ainsi que d'autres bâtiments: Roter Turm, peut-être aussi Goldener Ochse
- Johann Gottfried (1838-1864), maisonneur de la ville puis du canton

### Hommes politiques
- Conrad (✝1554), bourgmestre
- Johann Conrad (1544-1604), bourgmestre
- Leonhard (1607-1682), personnalité politique
- David (1714-1788), personnalité politique

### Hommes d'Église
Le fils homonyme de Leonhard (1627) eut pour descendants plusieurs hommes d'Église:
- Johann Martin (1662-1742), pasteur de l'abbatiale de Schaffhouse (1724) et auteur de nombreux écrits théologiques
- Johann Conrad (1713-1791), pasteur
- Johann Wilhelm (1690-1767), antistès
- Johann Conrad (1754-1819), pasteur

### Pharmaciens
Deux autres fils de Leonhard fondèrent des pharmacies qui resteront en mains familiales pendant plusieurs générations. La branche de pharmaciens Meyer, établie au Zitronenbaum et au Zur Taube jusqu'en 1823, descend du deuxième fils de Leonhard.
- Hans Martin (1633-1711)
- Hans Conrad (1640-1701)
- Leonhard (1670-1719)
- Christoph (1700-1763)

### Médecins
- Johann Martin (1694-1779), fils homonyme du pasteur de l'abbatiale, était médecin de la ville de Schaffhouse (1754) ainsi que médecin personnel du cardinal et prince-évêque de Constance
- Franz Konrad Kasimir Ignaz von Rodt, résidant à Meersburg
- Johann Jakob (1665-1717), médecin du landgrave de Hesse, anobli en 1706, fonda la branche des von Meyenburg.

## Armes

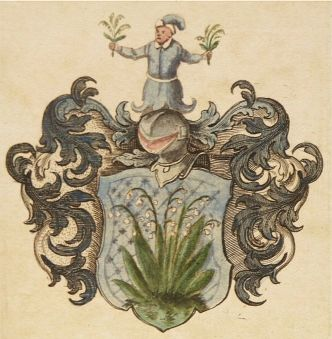
Blason de la famille Meyer

Les armes de la famille se blasonnent ainsi : D'azur à la plante de muguet de sinople avec fleurs d'argent.